# Miss Universe 1956
Miss Universe 1956 var den femte årlige Miss Universe konkurrence. Den blev afholdt 20. juli i Long Beach i Californien, USA. 30 deltagere konkurrerede om, at blive den femte Miss Universe. Vinderen blev Miss USA, den 20-årige Carol Morris.

## Resultat
- Miss Universe:  USA, Carol Morris
- Andenplads:  Tyskland, Marina Orschel
- Tredjeplads:  Sverige, Ingrid Goude
- Fjerdeplads:  England, Iris Alice Kathleen Waller
- Femteplads:  Italien, Rossana Galli
- Semifinalister:
  -  Argentina, Ileana Carré
  -  Belgien, Lucienne Auquier
  -  Brasilien, Maria José Cardoso
  -  Cuba, Marcia Rodríguez
  -  Frankrig, Anita Treyens
  -  Grækenland, Rita Gouma
  -  Israel, Sara Tal
  -  Mexico, Erna Marta Bauman
  -  Peru, Lola Sabogal Marzán
  -  Venezuela, Blanquita Heredia Osío

## Specielle Priser
- Venlighed:  Costa Rica, Anabella Granados
- Fotogen:  Tyskland, Marina Orschel